# Risen 2: Mroczne wody
Risen 2: Mroczne wody (oryg. Risen 2: Dark Waters) – fabularna gra akcji wyprodukowana przez niemieckie studio Piranha Bytes, kontynuacja gry Risen. Została wydana przez niemiecką firmę Deep Silver, oddział firmy Koch Media. Na platformie Microsoft Windows ukazała się 27 kwietnia 2012 roku w Ameryce Północnej i w Europie, natomiast 31 lipca 2012 roku na konsolach Xbox 360 i PlayStation 3 w Ameryce Północnej oraz 3 sierpnia 2012 roku w Europie. 22 czerwca 2012 roku w usłudze Steam ukazała się wersja demonstracyjna gry. Piranha Bytes stworzyła wersję na komputery osobiste, a za porty na Xboksa 360 i Playstation 3, podobnie w przypadku Risena, odpowiada francuska firma Wizarbox. Gra kontynuuje historię bohatera pierwszej części, osadzona została w pirackich klimatach. Polskim wydawcą gry jest firma Cenega, która wyda ją w pełnej polskiej wersji językowej na wszystkie platformy.
14 sierpnia 2014 ukazała się kontynuacja tytułu o nazwie Risen 3: Władcy tytanów.

## Fabuła
Akcja gry rozpoczyna się w portowym mieście Caldera, około 10 lat po wydarzeniach z poprzedniczki. Resztki sił inkwizycji zebrały się w kryształowej twierdzy i wciąż próbują walczyć z Tytanami. Niestety, morskie potwory topią statki, które miały dostarczyć ważne zaopatrzenie. Głównym bohaterem pozostaje bohater pierwszego Risena. Teraz jednak jest załamanym i zgorzkniałym człowiekiem, który w dodatku sięgnął po alkohol. Nosi przepaskę na jednym oku, gdyż stracił je, gdy inkwizycja odebrała mu monokl po akcji gry Risen. Na początku gry bohater rozmawia z Carlosem (znanym z pierwszej części), który prosi bohatera o pomoc w sprawie statku, który zatonął u wybrzeży wyspy. Wśród ocalałych jest dawna przyjaciółka bohatera: Patty. Poszukuje ona swego ojca, słynnego pirata Gregoriusa Emanuela Stalowobrodego, który według plotek znalazł sposób na bezpieczną żeglugę po oceanach. Bohater i kobieta decydują się współpracować, aby go odnaleźć.

### Główni bohaterowie
Główny bohater gry, podobnie jak w innych grach firmy Piranha Bytes, nie ma imienia. Jest po prostu nazywany bezimiennym bohaterem.

## Rozgrywka
W grze Risen, w przeciwieństwie do innych gier RPG, gracz nie wybiera swojej postaci ani klasy. Poprzez zabijanie bestii i przeciwników oraz wykonywanie zadań, bohater zyskuje punkty doświadczenia. Kiedy zbierze ich wystarczająco dużo, poziom bohatera wzrasta i otrzymuje on punkty nauki. Można je wydać u mistrzów na zwiększenie współczynników postaci gracza i naukę nowych umiejętności. Gracz może korzystać z szerokiej gamy broni, w tym po raz pierwszy broni palnej. Gracz może wspomóc się również magią, która jest inspirowana religią Voodoo. Risen oferuje graczowi półotwarty wirtualny świat: każda wyspa jest obszarem, który musi załadować się do pamięci komputera, ale kiedy już to zrobi, gracz może swobodnie się po niej poruszać, bez przerw na ładowanie nowych elementów. Na początku gry nie wszystkie wyspy są dostępne, ale wraz z rozwojem fabuły zostają odblokowywane.

## DLC
Do produkcji wydano trzy dodatki DLC, które były dołączane do niektórych zamówień przedpremierowych, a po wydaniu gry dostępne są do kupna oddzielnie. Firma Deep Silver obecnie nie planuje tworzyć dodatkowej zawartości do pobrania.
- Wyspa Skarbów – oferuje około pięć godzin dodatkowej rozgrywki, pozwala graczom odwiedzić nową lokację i odnaleźć skarb kapitana Stalowobrodego, który zawiera przedmiot na stałe podnoszący współczynniki postaci gracza[19].
- Strój pirata – zawiera pięć przedmiotów, które polepszają statystyki postaci gracza.
- Świątynia Powietrza – dodaje zadanie związanie z Eldrikiem znanym z pierwszej części serii, z którym gracze odkryją sekret tytułowej świątyni[20].

## Produkcja
Pod koniec maja 2007 r. JoWooD Productions Software AG oraz Pluto 13 GmbH (właściciel znaku towarowego „Piranha Bytes”) ogłaszają koniec współpracy. W następstwie umów wiążących obie spółki, JoWood tymczasowo zyskuje prawo do publikowania gier w serii Gothic i prawa autorskie do znaku towarowego Gothic. Jako że Piranha Bytes tymczasowo nie mogła wyprodukować jakiejkolwiek gry z serii Gothic, 17 czerwca 2007 r. firma ogłosiła, że pracują nad nową grą RPG. Następnego dnia firma Deep Silver ogłasza się jako wydawca tego tytułu, a 6 sierpnia 2008 r. zostaje ujawniona oficjalna nazwa gry: Risen. Podczas gdy Piranha Bytes opracowywała wersję na komputery osobiste, francuska firma Wizarbox była odpowiedzialna za porty na PS3 i Xbox 360. W związku z liczną krytyką jakości konwersji oryginalnej gry, tym razem wydawca zdecydował, że kontynuacja będzie opracowywana równocześnie na trzy platformy od momentu powstania projektu. Eksperci Piranha Bytes będą przygotowywać niektóre elementy gry dla Wizarboksa, a co 30 lub 60 dni będą przeprowadzane testy kontrolne.
Gra została oficjalnie zapowiedziana 18 sierpnia 2010 roku przez Deep Silver podczas konferencji prasowej na targach gamescom w Kolonii. Pod koniec lipca 2011 r. firma Deep Silver ogłosiła, że wybrano Steamworks jako formę DRM dla wersji na komputery osobiste. Pozwoli to użytkownikom na dodawanie kluczy gry do swojego konta Steam i grać w nią za pośrednictwem serwisu. Dzięki temu tytuł będzie można instalować dowolną ilość razy na dowolnym komputerze, a ponadto nie będzie obowiązku posiadania płyty DVD w napędzie, aby uruchomić grę.
Oficjalna nazwa drugiej części i oficjalna strona Risen 2 zostały zaprezentowane 19 lutego 2011 roku. Datę premiery ogłoszono 14 grudnia 2011 roku, zostały one jednak zmienione; premierę wersji konsolowych opóźniono, aby je dopracować.
31 stycznia 2012 roku firma Deep Silver ogłosiła, że do zamówień przedpremierowych będzie dołączany dodatek DLC o nazwie Wyspa Skarbów (ang. Treasure Isle).
6 lutego 2012 roku firma Deep Silver ujawniła edycję kolekcjonerską gry na wszystkie platformy, która zawiera płytę z grą, płytę z filmem z tworzenia gry, płytę CD ze ścieżką dźwiękową gry, dwustronny plakat, piracką flagę, amulet, The Art of Risen 2: Dark Waters – wysokiej jakości karty prezentujące grafiki z gry, trzy naklejki, pudełko na wszystkie elementy.
Od 20 lutego do 2 marca gry na platformie Steam odbyły się beta testy gry. Dostęp do nich uzyskały osoby, które zakupiły (niewydaną w Polsce) edycję kolekcjonerską Risena. Dołączony był do niej klucz, który należało wysłać na odpowiedni adres e-mail. W połowie lutego 2012 roku osoby, które go wysłały, otrzymały wiadomość z zaproszeniem i kodem do beta testów. Kod ten należało wpisać na podanej stronie, aby otrzymać klucz Steam do wersji beta gry. Kilka dni po rozpoczęciu testów dostęp do nich uzyskali też użytkownicy serwisu IGN z kontami premium (tzw. IGN Prime) ze Stanów Zjednoczonych i Kanady.
20 marca 2012 roku polski dystrybutor gry Cenega ujawnił edycję kolekcjonerską dostępną w Polsce, która zawiera: „Antałek Stalowobrodego”, czyli drewnianą beczka po rumie, z indywidualnym numerem, w której zawarte są pozostałe elementy, etui, pudełko na płytę z grą, pudełko na płytę ze ścieżką dźwiękową i filmem „Making of”, zestaw grafik „The art of Risen 2”, 18-centymetrową figurkę gnoma Jaffara z gry, mapę świata gry oraz plakat w formacie A1, trzy naklejki, piracką banderę o wymiarach 100x60 cm, metalowy amulet voodoo, ilustrowany poradnik, instrukcję do gry, płytę CD ze ścieżką dźwiękową, płytę DVD z filmem „Making of”, płytę DVD z grą w podwójnej wersji językowej.

## Odbiór gry
Gra spotkała się z mieszanymi reakcjami recenzentów, osiągając w serwisach GameRankings i Metacritic wyniki 67,78% i 69/100, pomimo że wcześniej serwis RPGWatch nadał grze miano „najbardziej obiecującej gry cRPG roku”.
W marcu 2012 roku organizacja ESRB stwierdziła, że oryginalna okładka gry jest nieodpowiednia do wydania w Ameryce Północnej, ponieważ czerwony rozprysk za czaszką na okładce może kojarzyć się z krwią, i nakazała firmie Deep Silver ją zmienić. Wobec tego czerwony rozprysk zastąpiono niebieskim; na innych obszarach okładka pozostała bez zmian.

## Wersja polska
Polską wersję językową gry przygotowała na zlecenie Cenegi Poland firma QLOC S.A.
Reżyseria: Jacek Jarzyna

Realizatorzy dźwięku: Aleksander Cherczyński, Mateusz Łęcki, Szymon Białek, Krzysztof Kozłowski 

Wystąpili:

- Jacek Kopczyński – Bezimienny
- Jacek Mikołajczak – Carlos, Franco, Vasco
- Robert Tondera – Miles
- Andrzej Blumenfeld – Eusebio, Cooper, Riley, Głosy Protektorów
- Paweł Galia – Stalowobrody
- Jarosław Boberek – Kostuch
- Mirosław Zbrojewicz – Blake ,Doggs
- Adam Darski – Slane
- Adam Bauman – Garcia
- Agata Kulesza – Cassandra
- Andrzej Chudy – Alvarez
- Andrzej Gawroński
- Anna Apostolakis – Chani
- Anna Gajewska
- Anna Sroka
- Brygida Turowska – Hikoko
- Cezary Kwieciński – Wrona, Meeks
- Cezary Morawski – Jim; O’Brian
- Cezary Nowak – Rooquefort
- Dariusz Błażejewski – Di Fuego, Miguel
- Dariusz Odija – Ranapiri, Tao
- Dariusz Toczek
- Elżbieta Jędrzejewska
- Elżbieta Kijowska
- Grzegorz Drojewski
- Grzegorz Kwiecień
- Grzegorz Pawlak – Largo, Slick
- Izabella Bukowska – Holly
- Jacek Bończyk – Venturo
- Jacek Jarzyna – Sebastiano
- Jakub Wieczorek
- Jan Kulczycki – Hawkins ,Barney
- Janusz Wituch – Masaru, Hanu
- Julia Kołakowska – Grace
- Karol Wróblewski
- Katarzyna Skolimowska – Nahale
- Klementyna Umer
- Stefan Knothe – Jack, Alister
- Krzysztof Szczerbiński – Wilson
- Krzysztof Zakrzewski
- Leszek Zduń – Asad, głosy tubylców, Nakutu
- Marek Robaczewski
- Michał Konarski
- Mieczysław Morański
- Miłogost Reczek – Severin, Stone
- Mirosław Wieprzewski – Kaan
- Paweł Szczesny – narrator
- Piotr Bąk – Curtis, głosy piratów
- Robert Jarociński
- Ryszard Olesiński – Jaffar
- Tomasz Marzecki – Berbeluch ,Wilson
- Waldemar Barwiński – Benito, głosy protektorów
- Włodzimierz Press
- Wojciech Duryasz – Chaka Datu
- Wojciech Machnicki – Foster, Spencer
- Wojciech Paszkowski – Thompkins, Magazynier z Caldery, głosy protektorów
- Zbigniew Dziduch – Kusko
- Zbigniew Konopka – Tubylca, Zaalu